# Cephalotes lanuginosus
Cephalotes lanuginosus är en myrart som först beskrevs av Santschi 1919.  Cephalotes lanuginosus ingår i släktet Cephalotes och familjen myror. Inga underarter finns listade.

## Bildgalleri

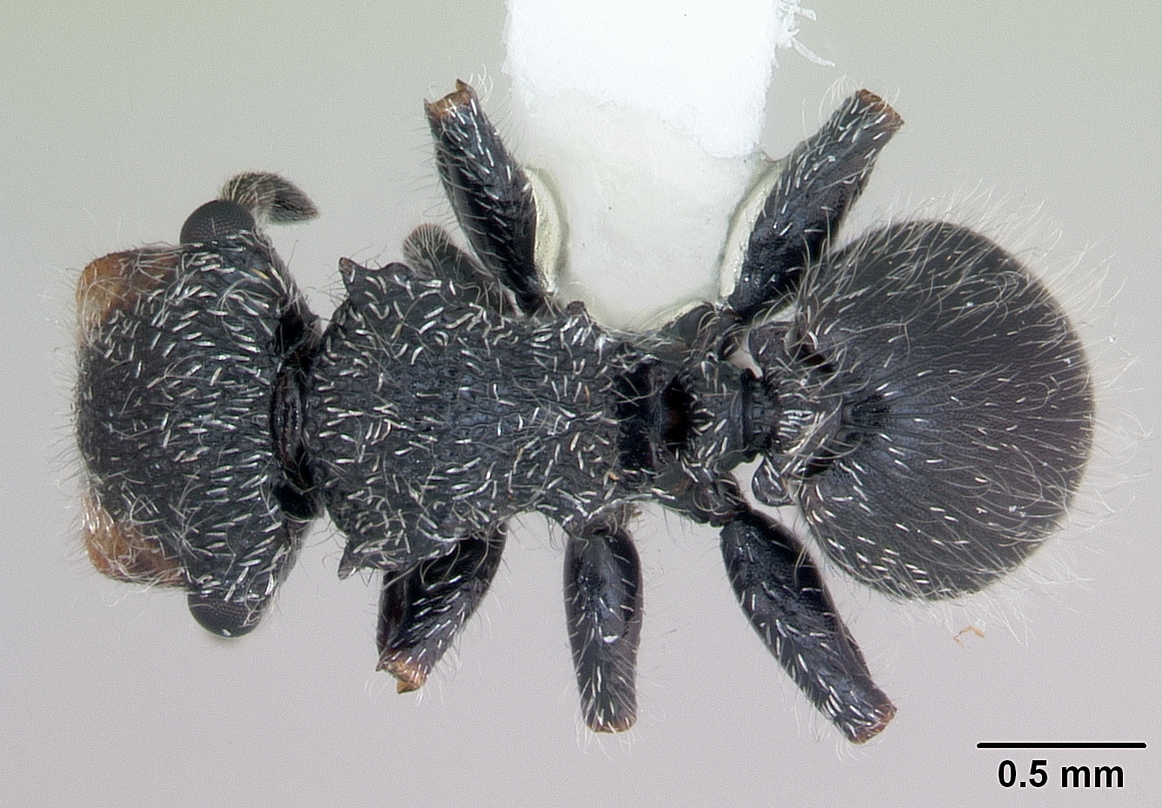
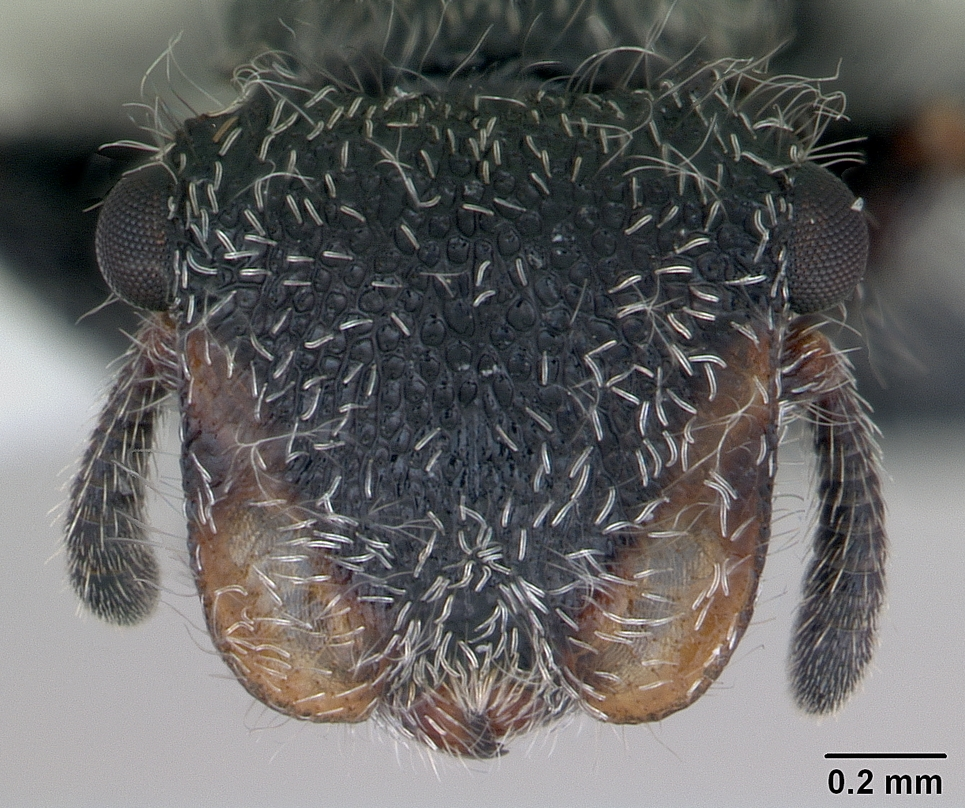
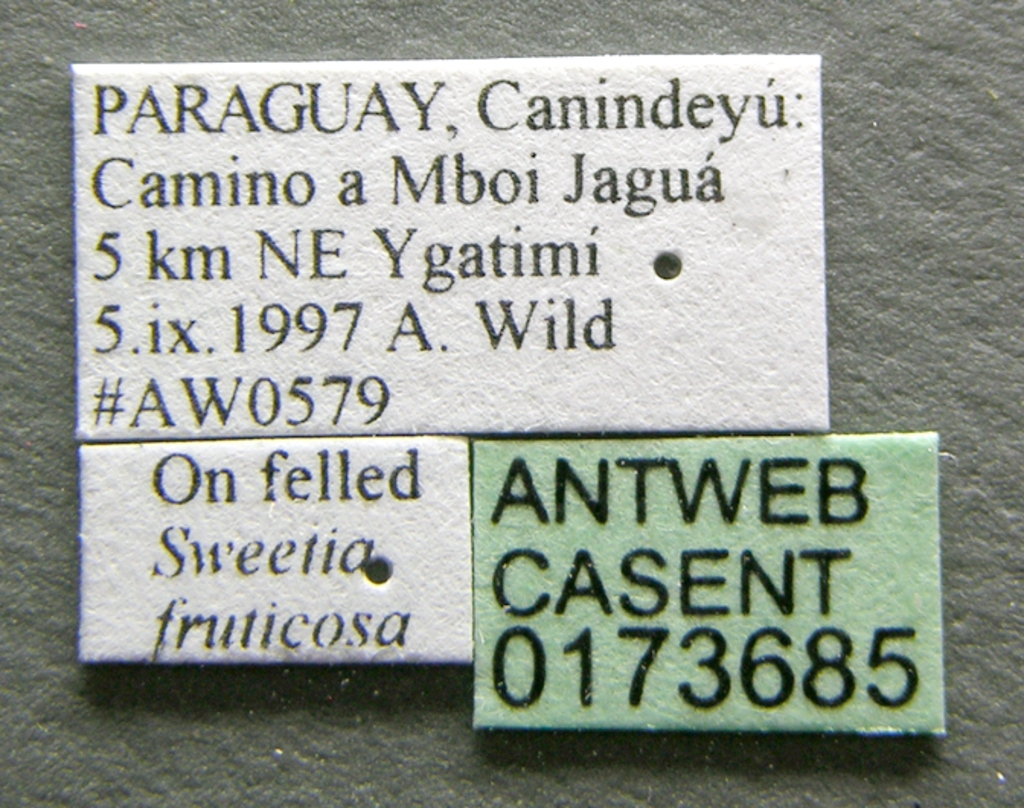
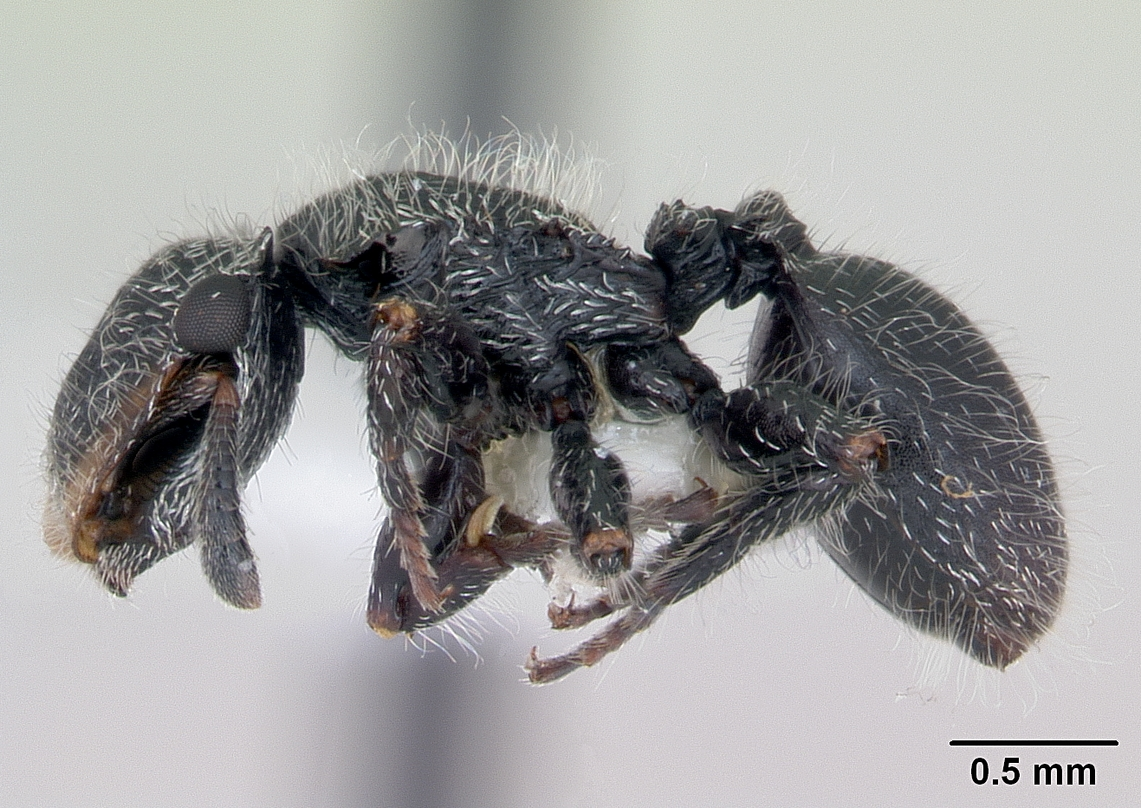
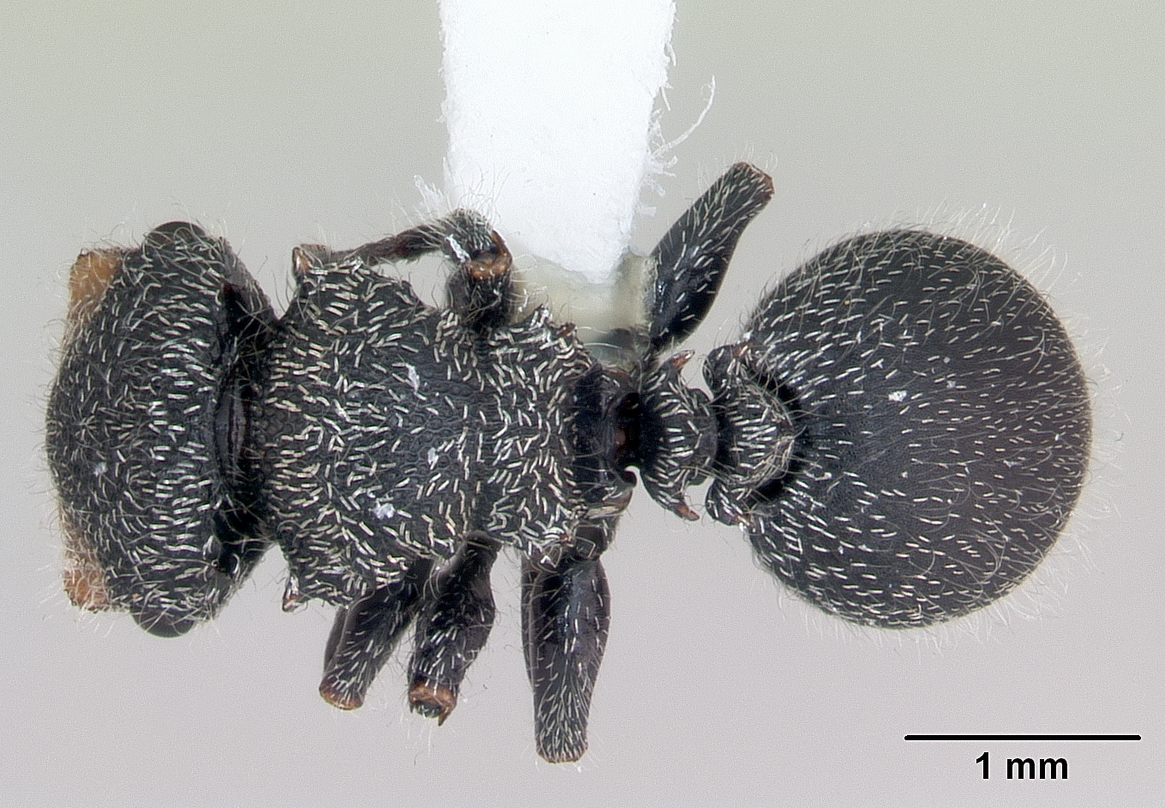
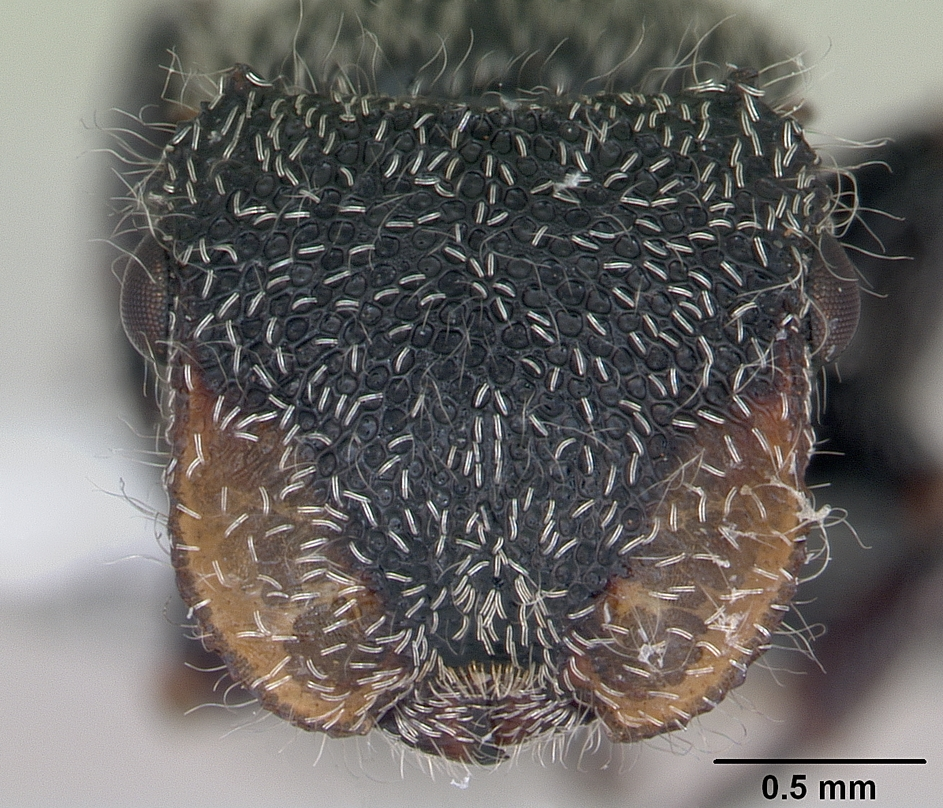